# Novaïa Nadejda
Novaïa Nadejda (en allemand : Neu-Hoffnung ; en russe : Новая Надежда, ce qui signifie « nouvelle espérance » dans les deux langues) est un village du Daghestan en fédération de Russie qui fut fondé au début du XXe siècle par des paysans luthériens allemands. Il se trouve dans le raïon de Babayourt, au centre de la république du Daguestan, à sept kilomètres au sud-est de Tatayourt, au bord du canal Sprengel.

## Historique
Le village est fondé, sous le nom de Neu-Hoffnung, au début du XXe siècle par des colons allemands luthériens venus de Souabe dans des plaines fertiles où se trouvaient déjà d'autres colonies allemandes, comme les villages d'Eigenheim (aujourd'hui Tatayourt) et de Sprengel. Neu-Hoffnung devient rapidement un village agricole prospère où l'on élevait en particulier des vaches laitières à haut rendement. Il s'appelait également « Schiess » du nom de famille d'un des agriculteurs importants de la colonie.
Un kolkhoze ouvre en 1934 au village sous le nom de Gorbounov et les villageois creusent des canaux pour mieux fertiliser leurs champs. Les eaux proviennent de l'Aksaï et du Térek. En 1941, quatre-vingt-trois familles allemandes vivaient à Neu-Hoffnung. Leur destin bascule le 22 octobre 1941, lorsque Staline prend la décision de déporter en Sibérie et au Kazakhstan tous les descendants d'Allemands du Daguestan, comme ceux d'autres républiques d'URSS. Les Allemands de Neu-Hoffnung sont remplacés par des Nogaïs habitant les villages voisins et le village prend le nom de Novaïa Nadejda (traduction du nom du village en russe). Cependant le village est à nouveau vidé au milieu des années 1950, ses nouveaux habitants n'ayant pas réussi à exploiter convenablement ses terres. Les autorités du kolkhoze décident donc que l'exploitation n'est pas rentable et relogent les habitants dans d'autres villages des environs.
Ces dernières années avec l'exploitation de rizières dans le raïon de Babayourt, une nouvelle coopérative a ouvert à l'emplacement de l'ancien village et quelques personnes s'y sont à nouveau installées.